# Munakarit
Munakarit är öar i Finland. De ligger i Skärgårdshavet och i kommunen Gustavs i landskapet Egentliga Finland, i den sydvästra delen av landet. Öarna ligger omkring 48 kilometer väster om Åbo och omkring 200 kilometer väster om Helsingfors.
Arean för den av öarna koordinaterna pekar på är 1,5 hektar och dess största längd är 260 meter i öst-västlig riktning. Närmaste större samhälle är Tövsala, 14,6 km nordost om Munakarit.